# Alexandra Streltchenko
Alexandra Streltchenko (Chaplino, 2 février 1937 - Moscou, 2 août 2019) est une chanteuse et actrice ukrainienne. Elle reçoit le titre d'artiste du peuple de la fédération de Russie. 